# Солоњец
Солоњец је тип земљишта руског порекла и формиран је од основне речи солон, од сол - со и наставка ец за деминутив (умањивање). Дакле, сам назив истиче да је у овом земљишту умањена количина соли. Овај назив је прихваћен и као међународни. Солоњец као најраспрострањенији тип слатина у Србији заузима око 120.000 ха, највише у Банату, затим у Бачкој и Срему. У свету га има око 100 милиона ха. У Руској федерацији солоњеци су заступљени у свим степама (око 6 милиона ха). Солоњеци настају у релативно измељеним, локално-влажнијим условима од солончака. Код њих су подземне воде нешто дубље (150-300 цм), мање минерализоване. Претежно су бескарбонатни до испод 50 цм. Садржај и распоред адсорбованог натријумовог јона представља најважније својсво солоњеца. Она се јавља као носилац низа морфолошких, физичких и хемијских карактеристика. Типични солоњеци су слабо заступљени, јер садрже минималне количине соли. Механички састав је тежак и хетероген у профилу солоњеца, а количина хумуса у површинском слоју варира од 2 до 7% у зависности не толико од садржаја већ од састава соли, које га чине растворљивим. Водни режим солоњеца је неповољан, што је последица хидрофилности колоида у B хоризонту. Наиме, после влажења колоиди хидратишу, бубре, заптивају све поре и практично тај хоризонт постаје непропустљив за воду и ваздух, због тога долази до појаве водолежи.